# Burg von Bled
Die Burg Bled, ursprünglich Burg Veldes genannt, ist eine mittelalterliche Höhenburg bei der slowenischen Stadt Bled. Sie erhebt sich auf einem 139 Meter hohen Felsen über dem Bleder See und gilt als die älteste Burg Sloweniens. Die Burg von Bled ist Außenstelle des Slowenischen Nationalmuseums.

## Geschichte
Die erste Erwähnung der in der Mark Krain liegenden Burg als castellum Veldes vocatum datiert auf den 22. Mai 1011, als König Heinrich II. Bischof Adalbero von Brixen die Burg schenkte, fortan war das Schloss mehrere Jahrhunderte im Besitz des Bistums Brixen. Eine weitere noch ältere Schenkungsurkunde, ebenfalls vom späteren Kaiser an das Bistum Brixen, stammt aus dem Jahr 1004, hier heißt es: praedium quod dicitur Ueldes. In ihr ist aber nicht von einer Burg oder Befestigung die Rede, sondern von der Herrschaft Veldes. Auf der Burg saßen anfangs Brixener Ministerialen, ab dem 13. Jahrhundert dann Pfleger und Burggrafen.
Im 13. Jahrhundert kam es zu mehreren Besitzerwechseln von Herrschaft und Burg Veldes, 1236 während der Wirtschaftskrise musste Brixen die Herrschaft Veldes an Kaiser Friedrich II. und die Burg an den Kärntner Herzog Bernhard von Spanheim abgeben, das Bistum behielt sich allerdings die Einkünfte der Herrschaft vor. Noch vor dem Jahr 1241 wurde die Burg von Graf Meinhard III. von Görz besetzt, er erlangte auch die Vogtei der Herrschaft. Zwischen 1241 und 1245 bemächtigten sich Gerloch von Hertenberg (Jeterbenk) und Wilhelm von Veldes der Burg, Brixen bekam sie erst nach einer Entschädigungszahlung wieder zurück. Nach dem Tode des Brixener Bischofs Bruno von Kirchberg im Jahr 1288 besetzte der Kärntner Herzog Meinhard II. Burg Veldes, Brixen konnte erst nach seinem Tod 1295 die Burg wieder erwerben.
Zwischen 1370 und 1588 war Burg und Herrschaft Veldes ununterbrochen an die aus Kärnten stammenden Herren von Kraig verpfändet.
Am 26. März 1511 wurde Burg Veldes durch ein Erdbeben stark beschädigt, große Teile der heutigen Bausubstanz stammen vom Wiederaufbau nach der Katastrophe. 
1838 wurde die Burg an Viktor Ruardu, den Besitzer der Eisenwerke von Jesenice, verkauft. In der Folge wurde das Schloss mehrmals verkauft, bis es 1937 in staatlichen Besitz überging.

## Bauwerk
Der älteste Teil der Burg ist der romanische Turm. 1511 und 1690 erschütterten Erdbeben die Region, welche auch die Burg in Mitleidenschaft zogen. Daraufhin wurden weitere Türme gebaut und die Befestigung verstärkt. Spätere Anbauten stammen aus der Zeit der Renaissance. Die Bauten befinden sich um einen Innenhof herum und sind mit Treppen untereinander verbunden. Die im oberen Burghof befindliche Kapelle stammt aus dem 16. Jahrhundert, wurde jedoch im 17. Jahrhundert restauriert und mit Fresken ausgemalt. Die Burg verfügt über eine Zugbrücke, welche sich über den vorgelagerten Graben spannt. Im oberen Teil des Hofes befinden sich die Wohngebäude, im unteren Teil die Wirtschaftsgebäude.
Die Innenräume der Burg dienen heute als Museum und Restaurant. Eine Zufahrt per KFZ ist direkt über die Grjaska cesta möglich.

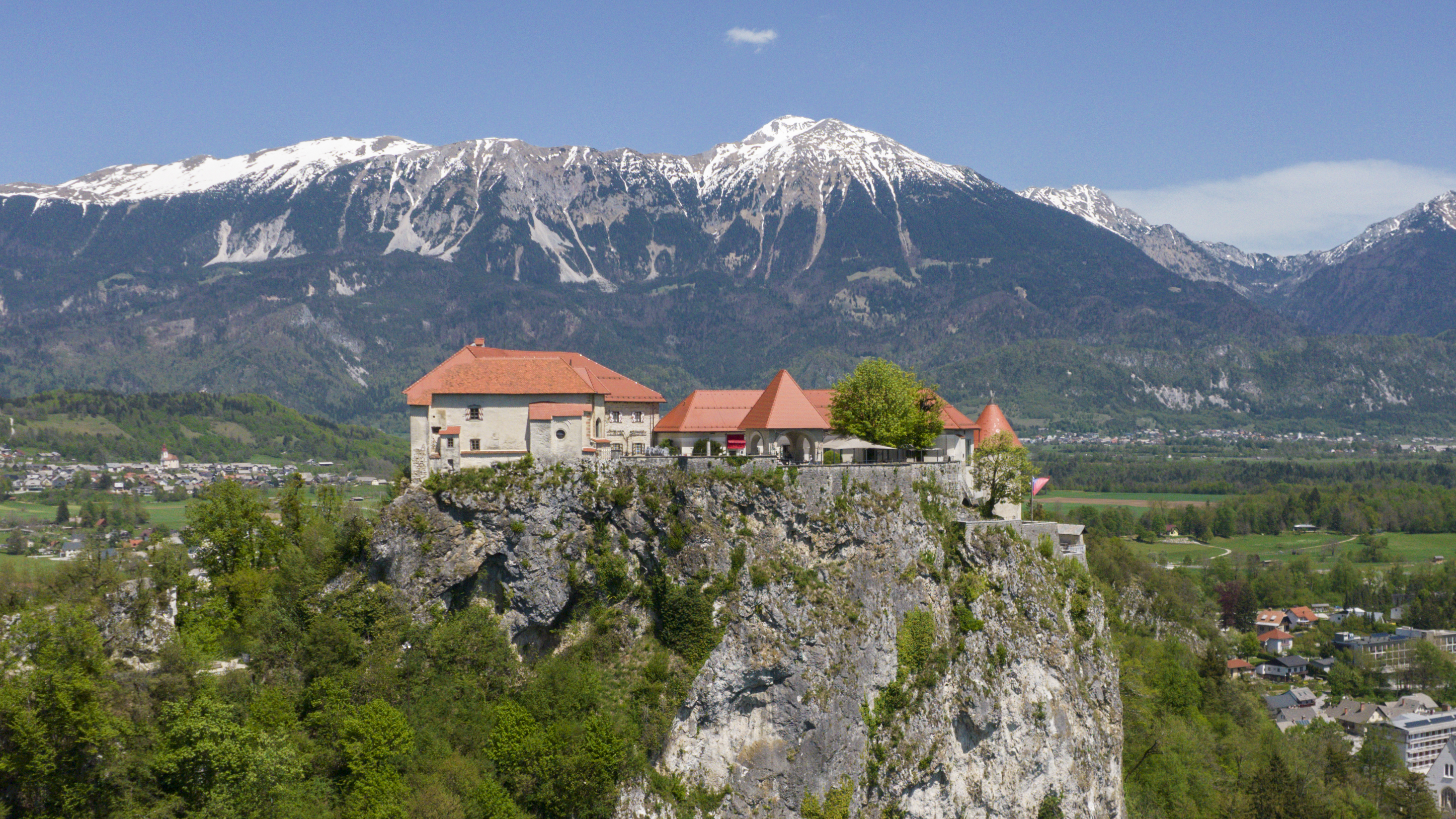
Burg auf dem Felsen
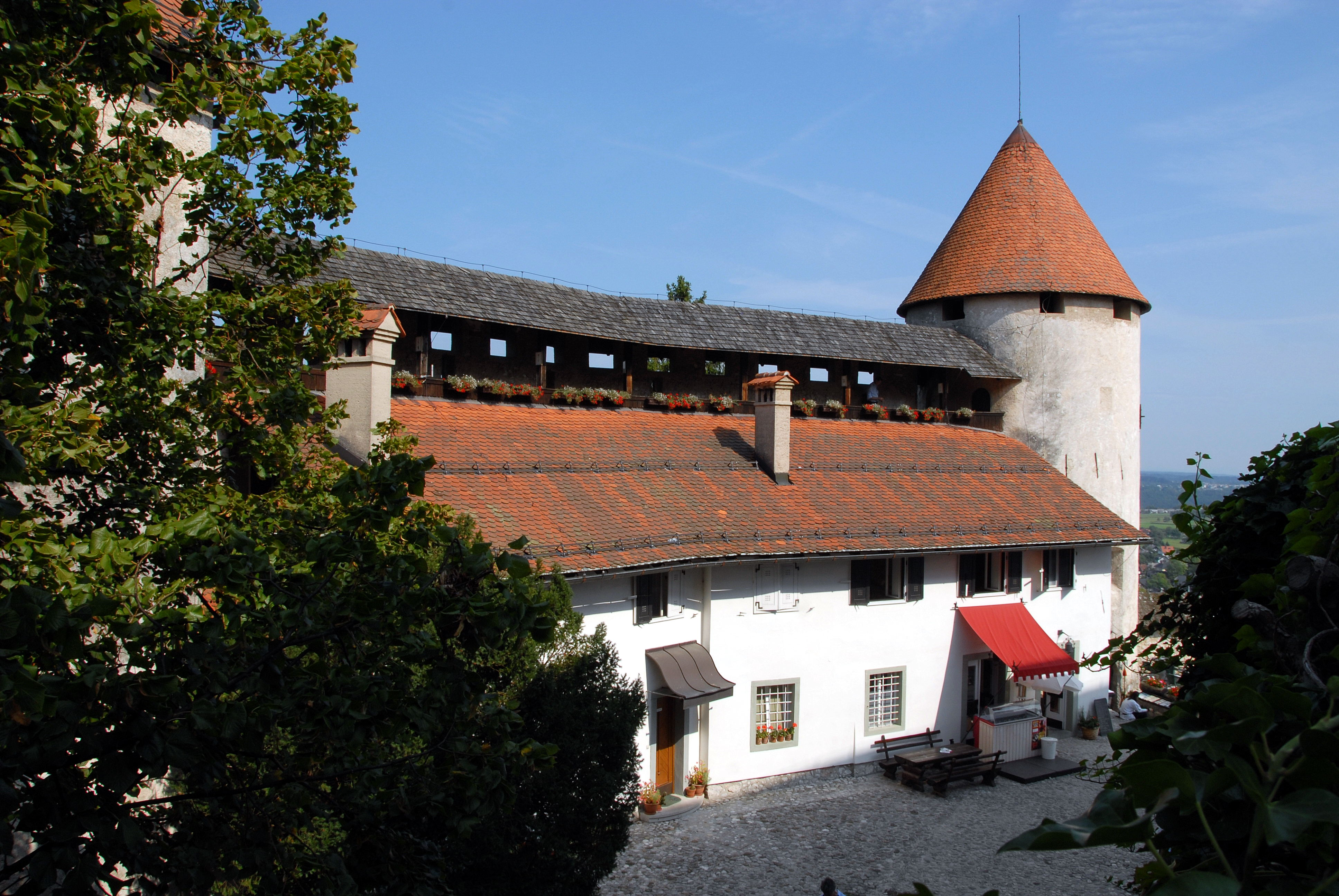
Unterer Hof
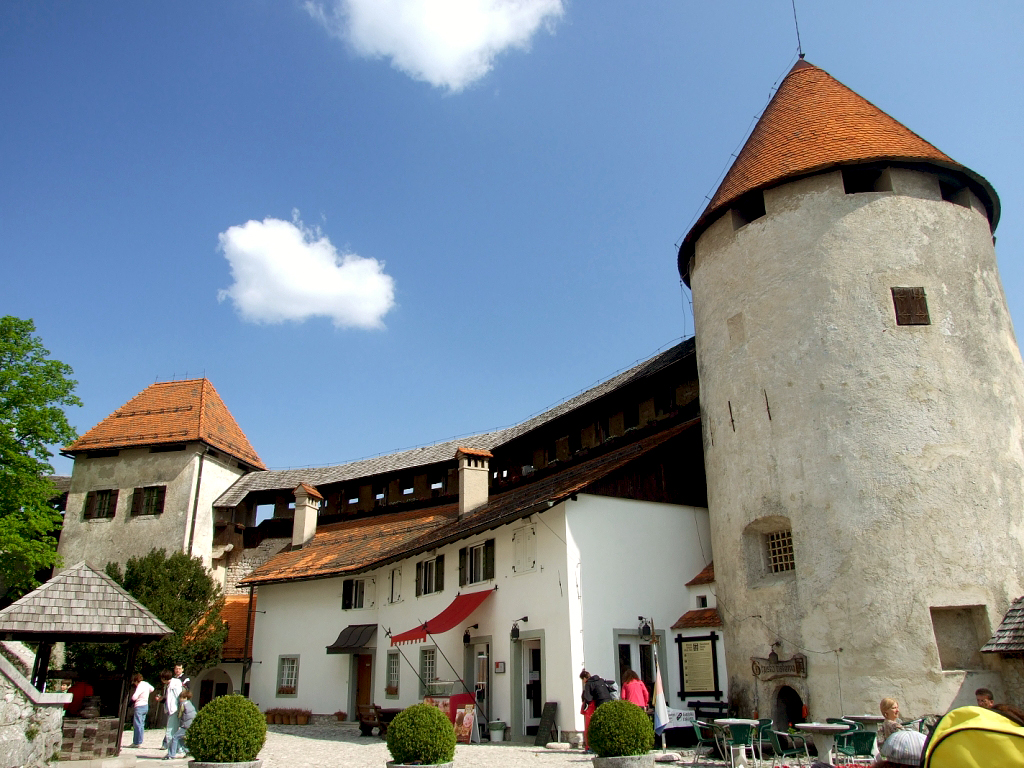
Unterer Hof
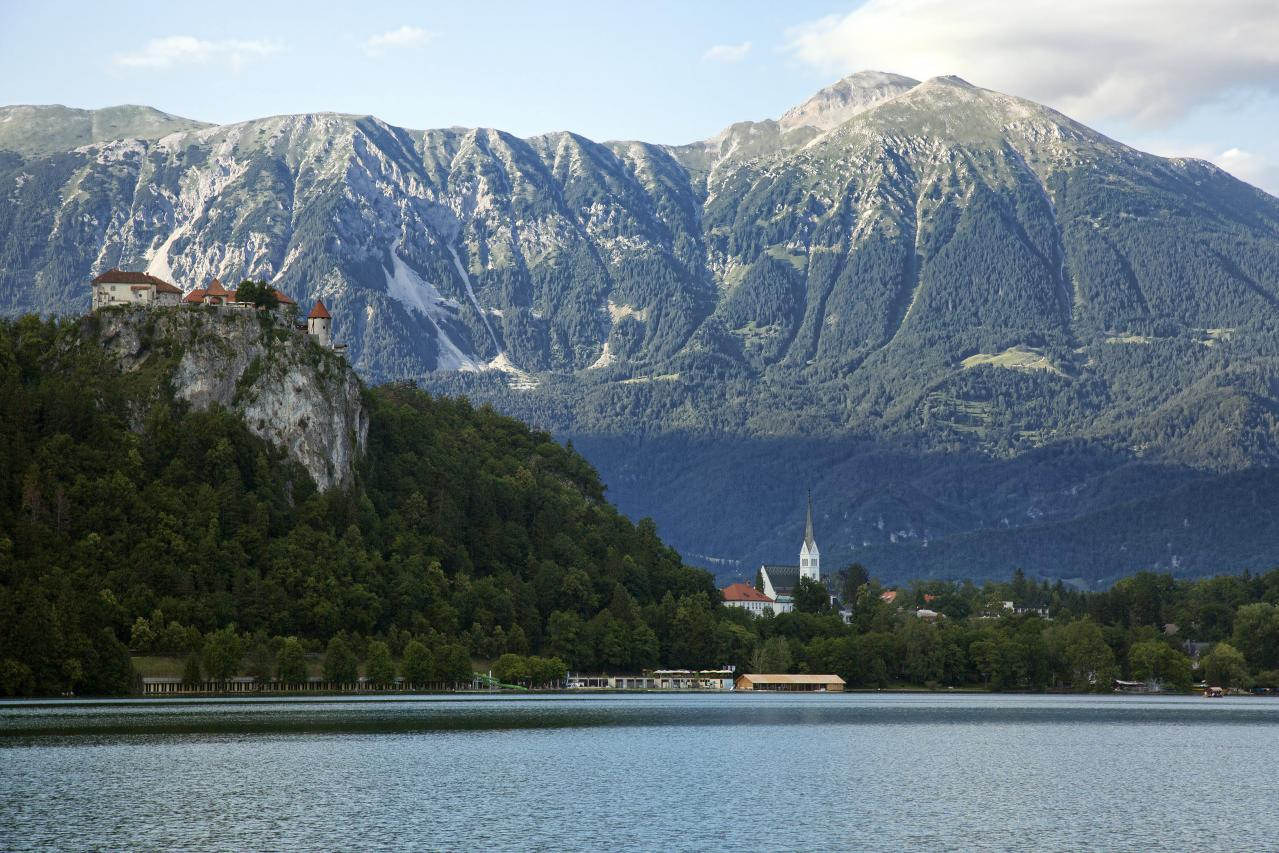
See mit der Burg
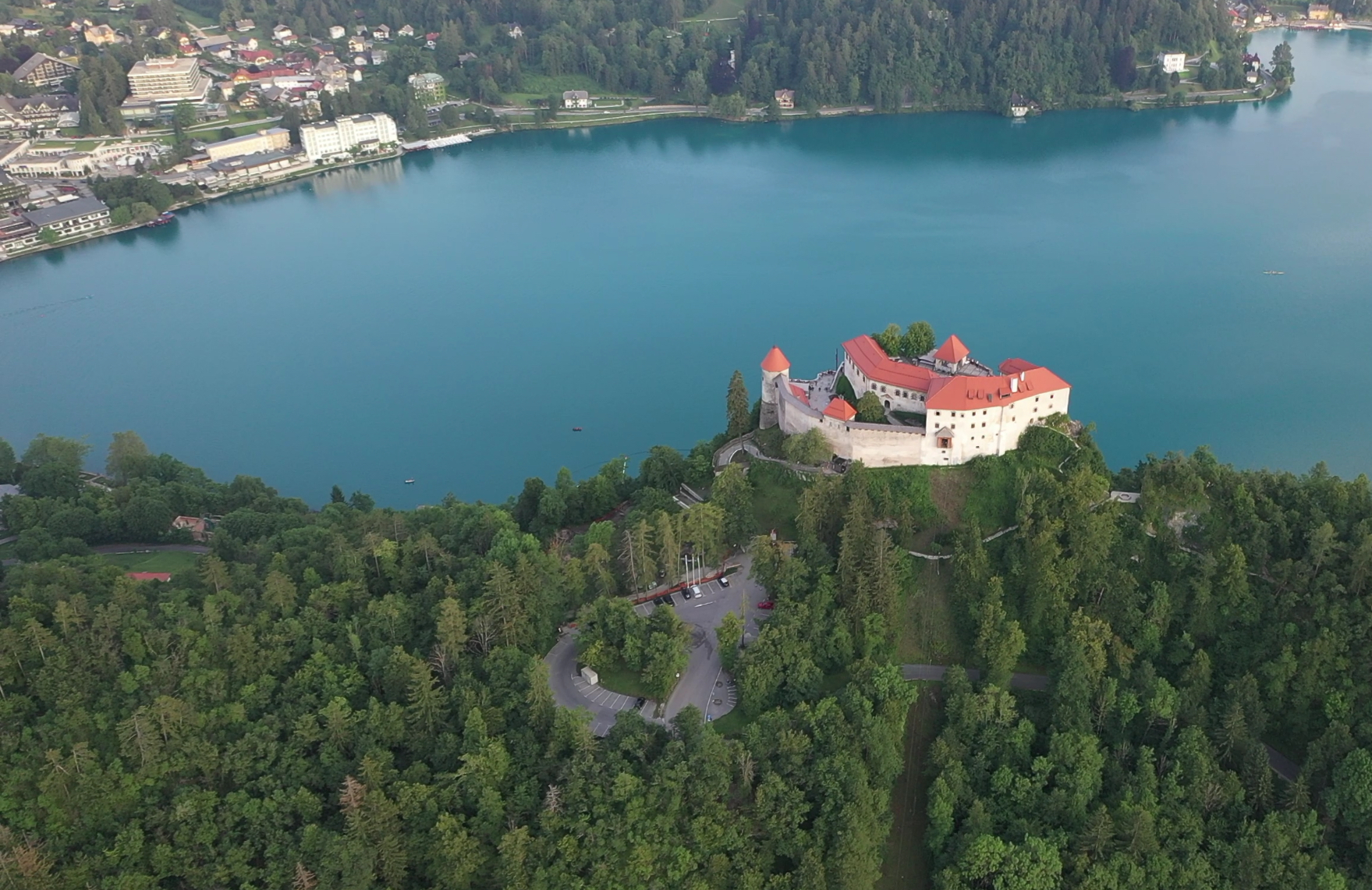
Burg Bled von Norden her